# أراكس
أرَّاكس أو الراقص هو كوكب صحراوي خيالي ظهر في سلسلة روايات كثيب التي كتبها فرانك هربرت. تعتبر رواية هربرت الأولى في هذه السلسلة، كثيب لعام 1965، واحدة من أعظم روايات الخيال العلمي في كل العصور، ويشار إليها أحيانًا على أنها أكثر روايات الخيال العلمي مبيعاً في التاريخ.